# サイレンサー/待伏部隊
『サイレンサー/待伏部隊』（サイレンサーまちぶせぶたい、英: The Ambushers）は、1967年12月22日に公開されたアメリカ映画。ディーン・マーティン主演による「サイレンサーシリーズ」の第3弾である。配給はコロンビア ピクチャーズ。
ドナルド・ハミルトンの小説マット・ヘルシリーズの一本を映画化した作品。

## キャスト
| 役名           | 俳優                   | 日本語吹替                         |
| 役名           | 俳優                   | 日本テレビ版                       |
| -------------- | ---------------------- | ---------------------------------- |
| マット・ヘルム | ディーン・マーティン   | 宝田明                             |
| フランチェスカ | センタ・バーガー       | 増山江威子                         |
| シーラ         | ジャニス・ルール       | 小谷野美智子                       |
| マクドナルド   | ジェームズ・グレゴリー | 千葉耕市                           |
| カセイリヤス   | アルバート・サルミ     | 水鳥鉄夫                           |
| クインタナ     | クルト・カッツナー     | 鎗田順吉                           |
| 不明 その他    |                        | 宮下勝 石井敏郎 若本紀昭           |
|                |                        |                                    |
| 演出           | 演出                   | 本田保則                           |
| 翻訳           | 翻訳                   | 宇津木道子                         |
| 効果           | 効果                   | TFC                                |
| 調整           |                        |                                    |
| 制作           | 制作                   | 東北新社                           |
| 解説           |                        |                                    |
| 初回放送       | 初回放送               | 1974年6月19日 『水曜ロードショー』 |

## スタッフ
- 監督：ヘンリー・レヴィン
- 脚本：ハーバート・ベイカー
- 原作：ドナルド・ハミルトン
- 製作：アービング・アレン
- 撮影：バーネット・ガフィ、エドワード・コールマン
- 音楽：ヒューゴ・モンテネグロ
- 衣装デザイン：オレグ・カッシーニ